# 一分バイパス

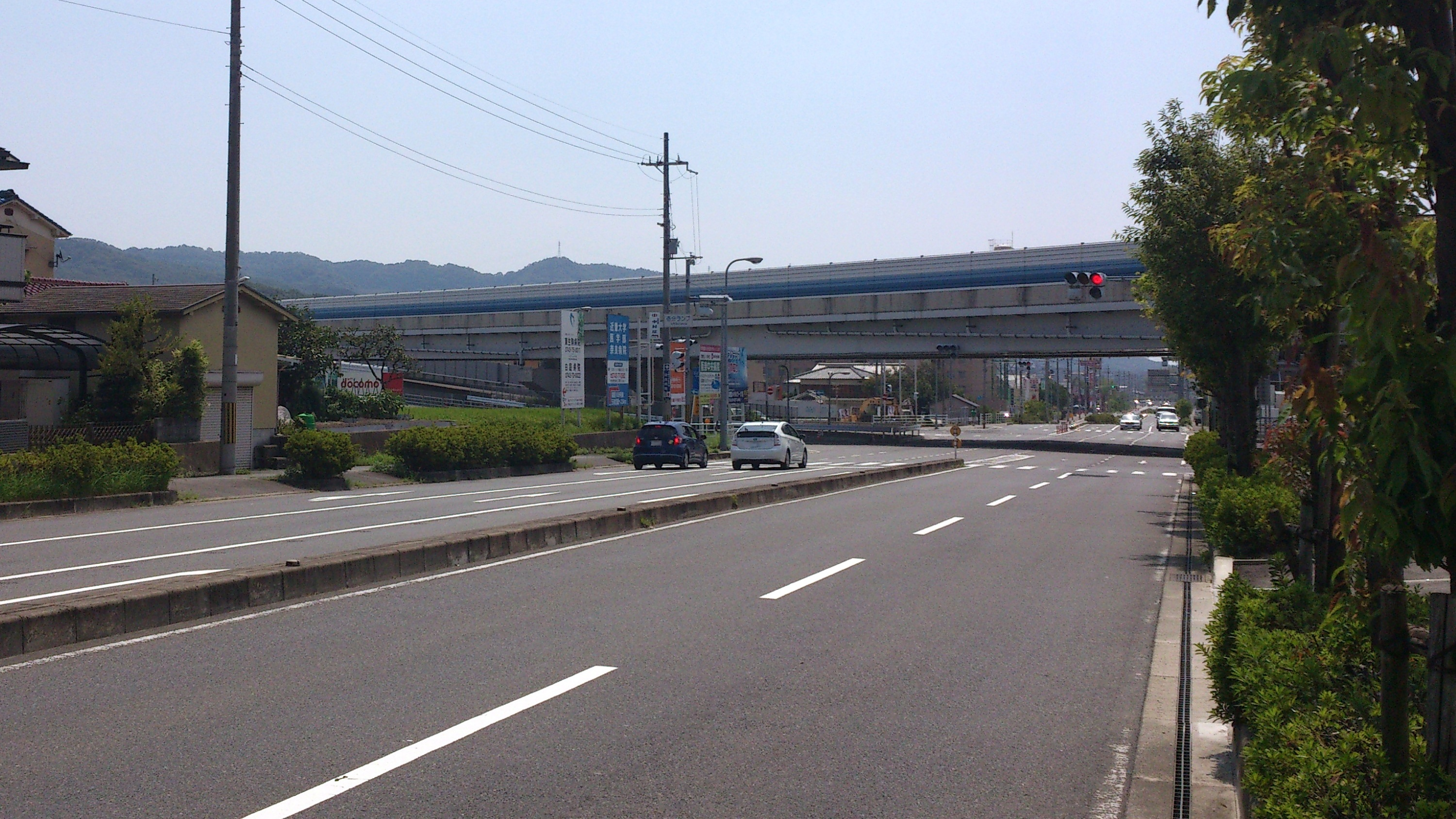
一分バイパス
第二阪奈道路（壱分ランプ）を南向きに撮影

一分バイパス（いちぶバイパス）は、奈良県生駒市内を南北に結ぶ国道168号バイパス。生駒山地と矢田丘陵の合間を、国道168号・竜田川・近鉄生駒線に平行して南北に走る。

## 概要
昭和42年度（1967年）に都市計画が決定し、昭和59年度（1984年）に事業化、昭和60年度（1985年）より用地着手を開始したが買収交渉が難航した。平成3年度（1991年）に着工し、平成19年度（2007年）全線開通した。歩道が未整備な部分の多い国道168号の渋滞解消、自転車、歩行者の安全を目的に整備された。関西文化学術研究都市、第二阪奈有料道路へのアクセス道路にもなっている。大登大橋西詰交差点より開始し、壱分ランプ交差点で第二阪奈有料道路の高架橋と交差、菜畑駅北側で近鉄生駒線の高架橋と交差、東生駒1丁目交差点にて168号に合流する。全線片側二車線の道路となる。
生駒市は高度成長期より大阪のベッドタウンとして宅地開発による人口増加が進んだ。168号は交通量が増加し、1997年には第二阪奈有料道路が開通した。1984年に事業化が決定したが用地着手は進展せず、1997年時点で用地買収は計画の7割にとどまっていた。事業者は壱分ランプ以北の部分供用開始を目指したが、通学路の事故増加を懸念する地元PTAが県に中止要望書を提出する事態が起きた。2000年までに壱分ランプから北方へ420メートルを供用開始し、同年9月生駒市議会の3会派が県知事に早期完成の陳情書を提出した。2001年には壱分ランプ - 中菜畑1丁目北間 (1.3km) が通行可能になった。2002年10月には生駒市議会が早期整備の要望を国土交通省に提出した。またバイパス工事に伴って生駒市消防本部南分署が2004年に移築された。
整備開始から23年経った2007年10月31日に大登大橋西詰 - 壱分ランプ間 (0.7km) 、中菜畑1丁目北 - 東生駒1丁目間 (0.8km) が供用開始し、全通した。
| 壱分町                                                            | 1971年 （昭和46） | 1974年 （昭和49） | 1977年 （昭和52） | 1980年 （昭和55） | 1983年 （昭和58） | 1985年 （昭和60） | 1988年 （昭和63） | 1991年 （平成3） | 1994年 （平成6） | 1997年 （平成9） | 1999年 （平成11） | 2005年 （平成17） | 2011年 （平成22） |
| ----------------------------------------------------------------- | ----------------- | ----------------- | ----------------- | ----------------- | ----------------- | ----------------- | ----------------- | ---------------- | ---------------- | ---------------- | ----------------- | ----------------- | ----------------- |
| 168号 (11055)                                                     | 3,665             | 4,020             | 6,973             | 7,858             | 10,705            | 10,167            | 13,074            | 12,094           | 12,962           | 14,427           | 15,528            | 10,888            | 3,562             |
| 一分バイパス (1055)                                               | -                 | -                 | -                 | -                 | -                 | -                 | -                 | -                | -                | -                | -                 | 8,240             | 20,122            |
| （参考） 平成17年度調査結果 一般交通量調査位置図 / 単位:台 / 出典 |                   |                   |                   |                   |                   |                   |                   |                  |                  |                  |                   |                   |                   |

### 路線データ
- 起点　奈良県生駒市小瀬町
- 終点　奈良県生駒市山崎町
- 全長　2.8km
- 車線数　4車線
- 総事業費 約180億円（国・県）[14]

## 通過市町村
- 奈良県
  - 生駒市

## 主要交差点
（ ）は接続道路を示す。
- 大登大橋西詰（国道168号南生駒バイパス）
- 有里町
- 壱分ランプ（第二阪奈道路）
- 壱分ランプ北

- 大宮橋西
- 大社橋北詰
- 中菜畑2丁目
- 中菜畑1丁目

- 中菜畑1丁目北
- 山崎町南
- 山崎町（奈良県道104号谷田奈良線）
- 新芝山橋西詰
- 東生駒1丁目

## 近隣
バイパス周辺は住宅地・山林・田園が広がる。壱分は「櫟生」「市経」などその名の由来に諸説があり、有間皇子の邸「市経の家」（いちふのいえ、いちぶのいえ）があったと伝わる地でもある。またバイパス近隣一帯の生駒谷は行基が元明天皇から与えられた土地であり、彼の墓が有里町の竹林寺にある。
- 往馬坐伊古麻都比古神社
- 東生駒駅
- 菜畑駅
- 一分駅
- 南生駒駅

- 生駒市消防本部南分署
- 生駒市図書館南分館
- 生駒市立生駒南中学校
- 生駒市立生駒南小学校

## 付表
|              | 1967年 （昭和42） | 1970年 （昭和45） | 1985年 （昭和60） | 2000年 （平成12） |
| ------------ | ----------------- | ----------------- | ----------------- | ----------------- |
| 市全域       | 29,490            | 35,074            | 85.945            | 113,992           |
| 生駒         |                   |                   | 12,013            | 13,853            |
| 生駒東       |                   |                   | 9,304             | 11,018            |
| 生駒南       |                   |                   | 5,884             | 7,392             |
| 壱分         |                   |                   | 4,997             | 8,596             |
| 出典 単位:人 |                   |                   |                   |                   |

各校区区域
- 生駒 - 軽井沢町、北新町、新旭ヶ丘、仲之町、西旭ヶ丘、東旭ヶ丘、東新町、本町、元町1丁目-2丁目、門前町、山崎町、山崎新町
- 生駒東 - 中菜畑1丁目-2丁目、菜畑町、西菜畑町、東生駒1丁目-4丁目、東生駒月見町、東菜畑1丁目-2丁目、緑ヶ丘
- 生駒南 - 青山台、有里町、小倉寺町、小瀬町、鬼取町、大門町、西畑町、萩原町、藤尾町
- 壱分 - 壱分町、さつき台1丁目-2丁目